# Iranita

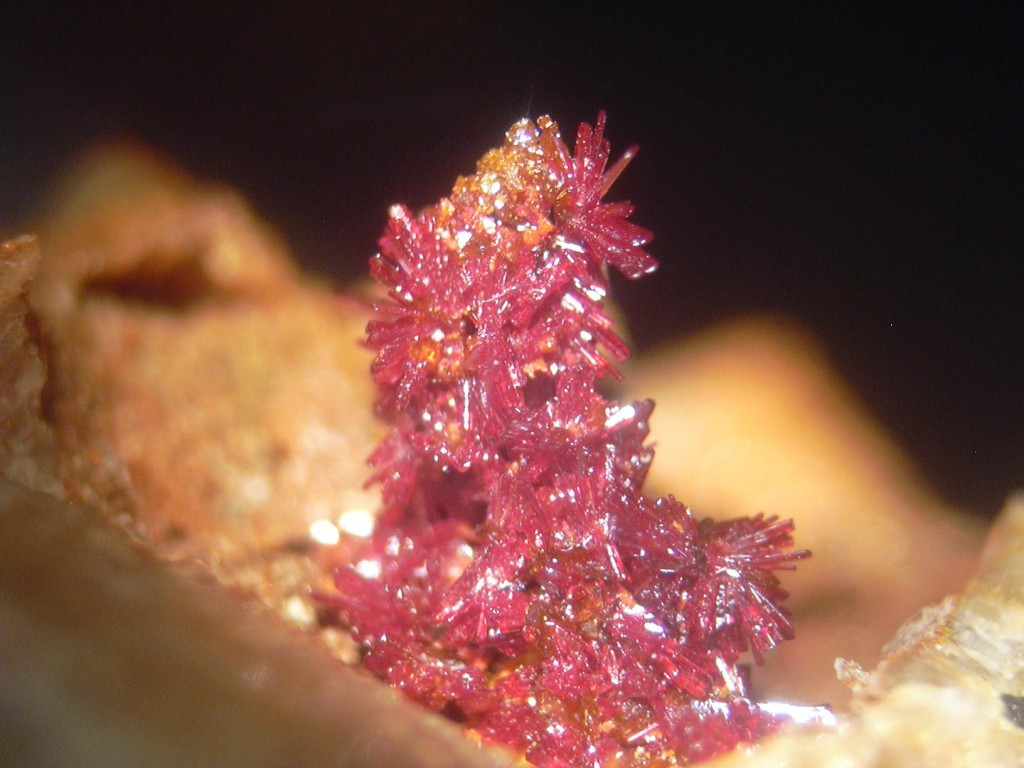
Iranita

La iranita (en persa: ایرانیت‎) es un mineral de tipo cromato silicato triclínico de plomo y cobre (Sistema cristalino triclínico)  con fórmula Pb10Cu(CrO4)6(SiO4)2(F,OH)2.Es el equivalente de cobre de la hemihedrita (Pb10Zn(CrO4)6(SiO4)2(F,OH)2).
Se produce como resultado de la oxidación de las vetas hidrotermales que contienen plomo.Está asociado a minerales como: dioptasa, fornacita, wulfenita, mimetita, cerusita y diaboleita. Fue descubierta en 1963 por  P. Bariand y P. Herpin  en la mina de Sebarz  al nordeste de Anarak, Irándescrita. Fue descrita inicialmente por Michael Fleischer en 1967 y luego corregida en 1970.